# Кончезерско-заводское общество
Кончезе́рско-заводско́е общество — сельское общество, входившее в состав Спасопреображенской волости Петрозаводского уезда Олонецкой губернии.

## Общие сведения
Согласно «Списку населённых мест Олонецкой губернии по сведениям за 1905 год» общество состояло из следующих населённых пунктов:
| № | Населённый пункт   | Расстояние до волостного правления в верстах | Количество семей | Всего жителей |
| - | ------------------ | -------------------------------------------- | ---------------- | ------------- |
| 1 | Кончезерский завод | 17                                           | 52               | 438           |
| 2 | У Кивача (поселок) | 12                                           | 1                | 9             |

Волостное правление располагалось в селении Спасская Губа.
В настоящее время территория общества относится к Кончезерскому сельскому поселению Кондопожского района Республики Карелия.